# De geest van Anakwaboe
De geest van Anakwaboe is het 211de stripverhaal van Jommeke. De reeks wordt getekend door striptekenaar Jef Nys.

## Verhaal
De Propere Voeten ontdekken veel goud in hun gebied. Al rap gaan alle indianen luxueus leven. Via de televisie wordt de vondst van het goud wereldkundig gemaakt. Anatool, die al zo lang rijk wil worden, ziet hierin weer zijn kans. Hij roept de hulp in van Kwak en Boemel. Ze gaan richting Far West. Later neemt Anatool de plaats in van de medicijnman, Houten Nek. In die vermomming brengt hij een boodschap van de geest van Anakwaboe. De indianen moeten op bedevaart naar de Scherpe Heuvel. Na een lange tijd komen de indianen bij Jommeke terecht, in Zonnedorp. Dikke Springmuis doet zijn verhaal over de geest van Anakwaboe. Deze naam, Anakwaboe, doet Jommeke meteen terugdenken aan album 40. Hij gaat direct samen met Filiberke naar de Far West. Wanneer Anatool, Kwak en Boemel vernemen dat Jommeke en Filiberke er zijn, proberen ze met zo veel mogelijk goud ervandoor te gaan. Jommeke kan dat op het nippertje verhinderen. Maar Filiberke wordt gevangengenomen. Jommeke gaan meteen zijn vriend bevrijden. Hiervan maken de drie schurken gebruik om te vluchten met de vliegende bol. De gestolen vliegende bol blijkt echter defect te zijn en daardoor storten ze alle drie dan ook neer in de oceaan. Ondertussen heeft Jommeke Filiberke en de echte Houten Nek kunnen bevrijden. Tot slot vertrekken de Propere Voeten terug richting Far West.

## Achtergronden bij het verhaal
- De indianen (Propere Voeten) worden op bedevaart gestuurd naar de Scherpe Heuvel. Een knipoog naar het bekend bedevaartsoord in Vlaanderen, Scherpenheuvel.
- In 1997 werd in Middelkerke van Jommeke, samen met Flip, op het Épernayplein een standbeeld gemaakt. Het standbeeld wordt in dit verhaal voor het eerst getekend.